# Матчи сборной Узбекистана по футболу 2000—2009
В этой статье перечислены матчи сборной Узбекистана по футболу с 2000 по 2009 годы.

## 2000
| 29 февраля 2000 Товарищеская игра | Узбекистан | 8 : 1                                                                                            | Монголия                        | Ташкент, Узбекистан                              |
|                                   | Анвар Бердиев 10′ · Шухрат Рахманкулов 35′, 48′ (пен.) · Джафар Ирисметов 60′ · Элдор Касымов 85′ · Даврон Файзиев 87′ · Владимир Баранов 89′ | (отчёт) (узб.). Дата обращения: 12 декабря 2014. Архивировано из оригинала 13 декабря 2014 года. | Энхтур 25′ · Мунхбат 78′ (авт.) | Стадион: НБУ Зрителей: 1000 Судья: Рашид Айтеков |

| 18 мая 2000 Товарищеская игра | Таиланд                 | 2 : 0                                                                                            | Узбекистан | Бангкок, Таиланд                     |
|                               | Тердсак Чайман 28′, 74′ | (отчёт) (узб.). Дата обращения: 12 декабря 2014. Архивировано из оригинала 13 декабря 2014 года. |            | Стадион: Депхассадин Зрителей: 20000 |

| 1 сентября 2000 Кубок 4-х наций | Узбекистан | 0 : 2                                                                                          | Ирак                              | Шанхай, Китай                   |
|                                 |            | (отчёт) (узб.). Дата обращения: 21 марта 2014. Архивировано из оригинала 13 декабря 2014 года. | Эсам Салим 48′ · Хамза Мухсин 56′ | Стадион: Шанхай Зрителей: 35000 |

| 3 сентября 2000 Кубок 4-х наций | Узбекистан                             | 2 : 4                                                                                          | Таиланд                                                                              | Шанхай, Китай                   |
|                                 | Джафар Ирисметов 40′ · Умид Исаков 45′ | (отчёт) (узб.). Дата обращения: 21 марта 2014. Архивировано из оригинала 13 декабря 2014 года. | Дусит Чалемсан 9′ · Сути Суксомкит 18′ · Сакесан Питуратана 25′ · Тердсак Чайман 30′ | Стадион: Шанхай Зрителей: 40000 |

| 8 октября 2000 Товарищеская игра | Узбекистан                                   | 3 : 0                                                                                          | Туркменистан | Ташкент, Узбекистан                                  |
|                                  | Рустам Дурманов 40′ · Максим Шацких 55′, 63′ | (отчёт) (узб.). Дата обращения: 21 марта 2014. Архивировано из оригинала 13 декабря 2014 года. |              | Стадион: Пахтакор Зрителей: 15000 Судья: Гали Имамов |

| 14 октября 2000 Кубок Азии 2000. Группа С | Узбекистан            | 1 : 1                                                                                          | Катар                  | Сайда, Ливан                                                    |
|                                           | Мирджалол Касымов 73′ | (отчёт) (узб.). Дата обращения: 21 марта 2014. Архивировано из оригинала 13 декабря 2014 года. | Мухаммад Аль-Блуши 61′ | Стадион: Сайда Интернешнл Зрителей: 6500 Судья: Мухаммад Назрий |

| 17 октября 2000 Кубок Азии 2000. Группа С | Узбекистан       | 1 : 8                                                                                        | Япония | Сайда, Ливан                                                  |
|                                           | Сергей Лущан 29′ | (отчёт) (узб.). Дата обращения: 21 марта 2014. Архивировано из оригинала 21 марта 2014 года. | Хироаки Морисима 7′ · Акинори Нисидзава 14′, 49′ · Наохиро Такахара 18′, 20′, 26′, 57′ · Хидэаки Китадзима 79′ · Акинори Нисидзава 5' | Стадион: Сайда Интернешнл Зрителей: 3000 Судья: Шамсул Майдин |

| 20 октября 2000 Кубок Азии 2000. Группа С | Узбекистан | 0 : 5                                                                                          | Саудовская Аравия                                                               | Сайда, Ливан                                              |
|                                           |            | (отчёт) (узб.). Дата обращения: 21 марта 2014. Архивировано из оригинала 13 декабря 2014 года. | Марзук Аль-Отайби 17′ · Мохаммад аш-Шальхуб 36′, 77′, 86′ · Наваф ат-Темьят 88′ | Стадион: Сайда Интернешнл Зрителей: 3492 Судья: Ким Юнджу |

## 2001
| 17 января 2001 Товарищеская игра | Израиль                           | 2 : 0                                                                                          | Узбекистан | Бейт-Шеан, Израиль                                     |
|                                  | Офер Талкер 3′ · Алон Мизрахи 33′ | (отчёт) (узб.). Дата обращения: 21 марта 2014. Архивировано из оригинала 13 декабря 2014 года. |            | Стадион: Муниципальный Зрителей: 3300 Судья: Али Айдын |

| 12 февраля 2001 Товарищеская игра | Узбекистан | 0 : 2                                                                                          | Армения                               | Оброчиште, Болгария                                       |
|                                   |            | (отчёт) (узб.). Дата обращения: 21 марта 2014. Архивировано из оригинала 13 декабря 2014 года. | Артак Минасян 22′ · Артур Мкртчян 80′ | Стадион: Городской Зрителей: 1000 Судья: Димитар Димитров |

| 15 февраля 2001 Товарищеская игра | Узбекистан           | 2 : 1                                                                                        | Азербайджан             | Варна, Болгария                 |
|                                   | Умид Исаков 44′, 73′ | (отчёт) (узб.). Дата обращения: 22 марта 2014. Архивировано из оригинала 22 марта 2014 года. | Видади Рзаев 52′ (пен.) | Стадион: Спартак Зрителей: 1000 |

| 23 апреля 2001 Отб.игры ЧМ-2002. 1-й раунд | Узбекистан                                                                                              | 7 : 0                                                                                        | Китайский Тайбэй | Ташкент, Узбекистан                                        |
|                                            | Джафар Ирисметов 3′, 23′, 68′, 74′ · Алексей Дионисиев 21′ · Владимир Маминов 35′ · Георги Георгиев 43′ | (отчёт) (узб.). Дата обращения: 22 марта 2014. Архивировано из оригинала 22 марта 2014 года. |                  | Стадион: Пахтакор Зрителей: 45000 Судья: Мухаммад Ас-Саиди |

| 25 апреля 2001 Отб.игры ЧМ-2002. 1-й раунд | Узбекистан            | 1 : 0                                                                                        | Туркменистан | Ташкент, Узбекистан                                    |
|                                            | Мирджалол Касымов 63′ | (отчёт) (узб.). Дата обращения: 22 марта 2014. Архивировано из оригинала 22 марта 2014 года. |              | Стадион: Пахтакор Зрителей: 55000 Судья: Джалал Моради |

| 27 апреля 2001 Отб.игры ЧМ-2002. 1-й раунд | Узбекистан                                       | 2 : 2                                                                                        | Иордания                                | Ташкент, Узбекистан                                   |
|                                            | Владимир Маминов 53′ (пен.) · Николай Ширшов 65′ | (отчёт) (узб.). Дата обращения: 22 марта 2014. Архивировано из оригинала 22 марта 2014 года. | Бадран Аш-Шакран 13′ · Эсам Абу Тук 24′ | Стадион: Пахтакор Зрителей: 55000 Судья: Ахмад Супиян |

| 3 мая 2001 Отб.игры ЧМ-2002. 1-й раунд | Узбекистан                                                                                                   | 5 : 2                                                                                        | Туркменистан               | Амман, Иордания                                                     |
|                                        | Мирджалол Касымов 18′ · Джафар Ирисметов 33′ · Улугбек Бакаев 47′ · Андрей Акопянц 80′ · Георги Георгиев 87′ | (отчёт) (узб.). Дата обращения: 22 марта 2014. Архивировано из оригинала 22 марта 2014 года. | Владимир Байрамов 39′, 43′ | Стадион: им. Короля Хусейна Зрителей: 700 Судья: Арамбекад Дешаприя |

| 5 мая 2001 Отб.игры ЧМ-2002. 1-й раунд | Узбекистан                                             | 4 : 0                                                                                        | Китайский Тайбэй | Амман, Иордания                                                  |
|                                        | Джафар Ирисметов 15′, 90′ · Мирджалол Касымов 59′, 87′ | (отчёт) (узб.). Дата обращения: 23 марта 2014. Архивировано из оригинала 23 марта 2014 года. |                  | Стадион: им.Короля Хусейна Зрителей: 700 Судья: Халед Абдуссадек |

| 7 мая 2001 Отб.игры ЧМ-2002. 1-й раунд | Иордания                | 1 : 1                                                                                        | Узбекистан                  | Амман, Иордания                                                  |
|                                        | Эсам Абу Тук 54′ (пен.) | (отчёт) (узб.). Дата обращения: 23 марта 2014. Архивировано из оригинала 23 марта 2014 года. | Владимир Маминов 76′ (пен.) | Стадион: им.Короля Хусейна Зрителей: 100 Судья: Халед Абдуссадек |

| 26 июня 2001 Кубок Мердека. Группа В | Узбекистан                                  | 2 : 1                                                                                        | Индия           | Куала-Лумпур, Малайзия            |
|                                      | Бахтиёр Хамидуллаев 19′ · Анвар Бердиев 33′ | (отчёт) (узб.). Дата обращения: 23 марта 2014. Архивировано из оригинала 23 марта 2014 года. | Мани Вижаян 45′ | Стадион: Шах Алам Зрителей: 15000 |

| 28 июня 2001 Кубок Мердека. 1/2 финал | Узбекистан                   | 2 : 0                                                                                          | Бахрейн | Куала-Лумпур, Малайзия            |
|                                       | Баходир Сеиткамалов 89′, 90′ | (отчёт) (узб.). Дата обращения: 23 марта 2014. Архивировано из оригинала 13 декабря 2014 года. |         | Стадион: Шах Алам Зрителей: 30000 |

| 30 июня 2001 Кубок Мердека. Финал | Узбекистан                                    | 2 : 1                                                                                          | Босния и Герцеговина  | Куала-Лумпур, Малайзия                                    |
|                                   | Леонид Кошелев 84′ · Бахтиёр Хамидуллаев 119' | (отчёт) (узб.). Дата обращения: 23 марта 2014. Архивировано из оригинала 13 декабря 2014 года. | Велимир Браснич 90+1′ | Стадион: Шах Алам Зрителей: 30000 Судья: Халим Абдулхамид |

| 17 августа 2001 Отб.игры ЧМ-2002. Финал.р. | ОАЭ                                                                        | 4 : 1                                                                                          | Узбекистан         | Абу-Даби, ОАЭ                                        |
|                                            | Ясир Салем 21′ · Гариб Фархан 54′ (пен.) · Фахад Али 44′ · Зухайр Саид 85′ | (отчёт) (узб.). Дата обращения: 23 марта 2014. Архивировано из оригинала 23 декабря 2015 года. | Николай Ширшов 37′ | Стадион: Аль-Вахда Зрителей: 15000 Судья: Ким Юнг-Жу |

| 26 августа 2001 Отб.игры ЧМ-2002. Финал.р. | Узбекистан                                   | 2 : 1                                                                                        | Катар                | Ташкент, Узбекистан                                    |
|                                            | Джафар Ирисметов 36′ · Мирджалол Касымов 50′ | (отчёт) (узб.). Дата обращения: 23 марта 2014. Архивировано из оригинала 23 марта 2014 года. | Джасем Ат-Тамими 88′ | Стадион: Пахтакор Зрителей: 45000 Судья: Шамсул Майдин |

| 8 сентября 2001 Отб.игры ЧМ-2002. Финал.р. | Узбекистан                                                                        | 5 : 0                                                                                        | Оман | Ташкент, Узбекистан                                   |
|                                            | Джафар Ирисметов 18′, 84′ · Максим Шацких 37′ (пен.) · Мирджалол Касымов 53′, 67′ | (отчёт) (узб.). Дата обращения: 23 марта 2014. Архивировано из оригинала 23 марта 2014 года. |      | Стадион: Пахтакор Зрителей: 25000 Судья: Масуд Моради |

| 15 сентября 2001 Отб.игры ЧМ-2002. Финал.р. | Китай                         | 2 : 0                                                                                        | Узбекистан | Шэньян, Китай                                        |
|                                             | Ли Вэйфэн 63′ · Фань Чжии 75′ | (отчёт) (узб.). Дата обращения: 23 марта 2014. Архивировано из оригинала 23 марта 2014 года. |            | Стадион: Рабочих Зрителей: 44376 Судья: Квон Ёнчхуль |

| 22 сентября 2001 Отб.игры ЧМ-2002. Финал.р. | Узбекистан | 0 : 1                                                                                        | ОАЭ              | Ташкент, Узбекистан                                    |
|                                             |            | (отчёт) (узб.). Дата обращения: 24 марта 2014. Архивировано из оригинала 24 марта 2014 года. | Мухаммад Умар 5′ | Стадион: Пахтакор Зрителей: 42000 Судья: Масаёси Окада |

| 28 сентября 2001 Отб.игры ЧМ-2002. Финал.р. | Катар                                    | 2 : 2                                                                                        | Узбекистан                                 | Доха, Катар                                            |
|                                             | Мухаммад Аль-Энази 10′ · Ахмад Хашем 85′ | (отчёт) (узб.). Дата обращения: 24 марта 2014. Архивировано из оригинала 24 марта 2014 года. | Мирджалол Касымов 45′ · Николай Ширшов 46′ | Стадион: Халифа Зрителей: 6000 Судья: Монгкол Рунгклай |

| 13 октября 2001 Отб.игры ЧМ-2002. Финал.р. | Оман                                                                          | 4 : 2                                                                                          | Узбекистан        | Маскат, Оман                                                  |
|                                            | Набил Ашур 27′ (авт.) · Якуб Джума 50′, 83′ · Фавзи Башир 52′ · Бадар Али 89′ | (отчёт) (узб.). Дата обращения: 24 марта 2014. Архивировано из оригинала 23 декабря 2015 года. | Февзи Давлетов 5′ | Стадион: им.Султана Кабуса Зрителей: 400 Судья: Масаёси Окада |

| 19 октября 2001 Отб.игры ЧМ-2002. Финал.р. | Узбекистан         | 1 : 0                                                                                        | Китай | Ташкент, Узбекистан                                      |
|                                            | Николай Ширшов 90′ | (отчёт) (узб.). Дата обращения: 24 марта 2014. Архивировано из оригинала 24 марта 2014 года. |       | Стадион: Пахтакор Зрителей: 15000 Судья: Родриго Бадилья |

## 2002
| 14 мая 2002 Товарищеская игра | Словакия                                                       | 4 : 1                                                                                        | Узбекистан            | Прешов, Словакия                                  |
|                               | Вратислав Грешко 5′ · Йозеф Козлей 47′, 79′ · Марек Минтал 85′ | (отчёт) (узб.). Дата обращения: 25 марта 2014. Архивировано из оригинала 25 марта 2014 года. | Зайниддин Таджиев 49′ | Стадион: Татран Зрителей: 3850 Судья: Кьелл Алсет |

| 21 августа 2002 Товарищеская игра | Азербайджан                           | 2 : 0                                                                                        | Узбекистан | Баку, Азербайджан                                   |
|                                   | Самир Алиев 40′ · Фаррух Исмайлов 80′ | (отчёт) (узб.). Дата обращения: 25 марта 2014. Архивировано из оригинала 25 марта 2014 года. |            | Стадион: Шафа Зрителей: 7000 Судья: Мунис Абдуллаев |

## 2003
| 2 апреля 2003 Товарищеская игра | Беларусь                              | 2 : 2                                                                                          | Узбекистан                                             | Минск, Беларусь                                   |
|                                 | Максим Цыгалко 26′ · Игорь Рожков 52′ | (отчёт) (узб.). Дата обращения: 25 марта 2014. Архивировано из оригинала 23 декабря 2015 года. | Александр Хвастунов 66′ (пен.) · Александр Гейнрих 70′ | Стадион: Динамо Зрителей: 4000 Судья: Роман Лаюкс |

| 30 апреля 2003 Товарищеская игра | Узбекистан           | 1 : 2                                                                                          | Беларусь                                  | Ташкент, Узбекистан                                     |
|                                  | Владимир Шишелов 43′ | (отчёт) (узб.). Дата обращения: 25 марта 2014. Архивировано из оригинала 23 декабря 2015 года. | Владимир Шунейко 9′ · Виталий Кутузов 53′ | Стадион: Пахтакор Зрителей: 4000 Судья: Виктор Колпаков |

| 20 августа 2003 Товарищеская игра | Латвия | 0 : 3                                                                                        | Узбекистан                                                    | Рига, Латвия                                        |
|                                   |        | (отчёт) (узб.). Дата обращения: 25 марта 2014. Архивировано из оригинала 5 января 2016 года. | Андрей Акопянц 41′ · Анвар Солиев 79′ · Александр Гейнрих 86′ | Стадион: Сконто Зрителей: 4000 Судья: Андрей Шандор |

| 11 октября 2003 Товарищеская игра | ОАЭ                                  | 2 : 2                                                                                        | Узбекистан                                | Дубай, ОАЭ                       |
|                                   | Файсал Халил 24′ · Вахид Мубарак 49′ | (отчёт) (узб.). Дата обращения: 25 марта 2014. Архивировано из оригинала 4 ноября 2013 года. | Виктор Карпенко 36′ · Сервер Джепаров 85′ | Стадион: Аль-Ахли Зрителей: 2000 |

| 5 ноября 2003 Отб.игры Кубка Азии 2004 | Узбекистан                                                       | 4 : 1                                                                                        | Гонконг          | Ташкент, Узбекистан                                      |
|                                        | Андрей Акопянц 1′ · Владимир Шишелов 16′, 67′ · Анвар Солиев 26′ | (отчёт) (узб.). Дата обращения: 26 марта 2014. Архивировано из оригинала 5 января 2016 года. | Лав Чун Бонг 40′ | Стадион: Пахтакор Зрителей: 6000 Судья: Суреш Сринисаван |

| 8 ноября 2003 Отб.игры Кубка Азии 2004 | Узбекистан                                    | 3 : 0                                                                                        | Таиланд | Ташкент, Узбекистан                                    |
|                                        | Максим Шацких 22′ · Владимир Шишелов 26′, 71′ | (отчёт) (узб.). Дата обращения: 26 марта 2014. Архивировано из оригинала 4 ноября 2013 года. |         | Стадион: Пахтакор Зрителей: 8000 Судья: Могадан Рахими |

| 10 ноября 2003 Отб.игры Кубка Азии 2004 | Узбекистан | 0 : 0                                                                                        | Таджикистан | Ташкент, Узбекистан                                 |
|                                         |            | (отчёт) (узб.). Дата обращения: 26 марта 2014. Архивировано из оригинала 4 ноября 2013 года. |             | Стадион: Пахтакор Зрителей: 15000 Судья: Амин Салех |

| 17 ноября 2003 Отб.игры Кубка Азии 2004 | Узбекистан                                                         | 4 : 1                                                                                        | Таджикистан           | Бангкок, Таиланд                     |
|                                         | Владимир Шишелов 36′, 43′ · Тимур Кападзе 48′ · Леонид Кошелев 62′ | (отчёт) (узб.). Дата обращения: 26 марта 2014. Архивировано из оригинала 26 марта 2014 года. | Пирмурод Бурханов 85′ | Стадион: Раджамангала Зрителей: 6000 |

| 19 ноября 2003 Отб.игры Кубка Азии 2004 | Узбекистан         | 1 : 0                                                                                        | Гонконг | Бангкок, Таиланд                     |
|                                         | Николай Ширшов 32′ | (отчёт) (узб.). Дата обращения: 26 марта 2014. Архивировано из оригинала 4 ноября 2013 года. |         | Стадион: Раджамангала Зрителей: 2000 |

| 21 ноября 2003 Отб.игры Кубка Азии 2004 | Таиланд                                                                            | 4 : 1                                                                                        | Узбекистан         | Бангкок, Таиланд                      |
|                                         | Манит Нойвеч 38′ · Нирут Сурасианг 56′ · Пиават Тонгмаен 78′ · Сарают Чайкамди 81′ | (отчёт) (узб.). Дата обращения: 26 марта 2014. Архивировано из оригинала 26 марта 2014 года. | Леонид Кошелев 88′ | Стадион: Раджамангала Зрителей: 25000 |

## 2004
| 18 февраля 2004 Отб.игры ЧМ-2006 1-й этап | Узбекистан       | 1 : 1                                                                                        | Ирак            | Ташкент, Узбекистан                                       |
|                                           | Анвар Солиев 79′ | (отчёт) (узб.). Дата обращения: 26 марта 2014. Архивировано из оригинала 4 ноября 2013 года. | Ахмад Алван 57′ | Стадион: Пахтакор Зрителей: 24000 Судья: Суреш Сринисаван |

| 31 марта 2004 Отб.игры ЧМ-2006 1-й этап | Китайский Тайбэй | 0 : 1                                                                                        | Узбекистан         | Тайбэй, Тайвань                                      |
|                                         |                  | (отчёт) (узб.). Дата обращения: 26 марта 2014. Архивировано из оригинала 26 марта 2014 года. | Леонид Кошелев 59′ | Стадион: Чунгшан Зрителей: 2500 Судья: Миди Нитрорео |

| 28 май 2004 Товарищеская игра | Азербайджан                                                | 3 : 1                                                                                        | Узбекистан            | Баку, Азербайджан                                               |
|                               | Гурбан Гурбанов 31′ · Илгар Гурбанов 63′ · Эмин Гулиев 74′ | (отчёт) (узб.). Дата обращения: 26 марта 2014. Архивировано из оригинала 26 марта 2014 года. | Зайниддин Таджиев 45′ | Стадион: Тофик Бахрамов Зрителей: 20000 Судья: Мераб Малаградзе |

| 9 июня 2004 Отб.игры ЧМ-2006 1-й этап | Узбекистан                                                               | 3 : 0                                                                                        | Палестина | Ташкент, Узбекистан                                   |
|                                       | Бахтиёр Ашурматов 7′ · Владимир Шишелов 41′ · Сервер Джеапров 88′ (пен.) | (отчёт) (узб.). Дата обращения: 26 марта 2014. Архивировано из оригинала 26 марта 2014 года. |           | Стадион: Пахтакор Зрителей: 40000 Судья: Масуд Моради |

| 18 июля 2004 Кубок Азии-2004. Группа С | Узбекистан            | 1 : 0                                                                                         | Ирак | Чэнду, Китай                                         |
|                                        | Мирджалол Касымов 22′ | (отчёт) (узб.). Дата обращения: 27 марта 2014. Архивировано из оригинала 11 ноября 2014 года. |      | Стадион: Сичуань Зрителей: 12400 Судья: Квон Ёнг Чул |

| 22 июля 2004 Кубок Азии-2004. Группа С | Узбекистан            | 1 : 0                                                                                        | Саудовская Аравия | Чэнду, Китай                                        |
|                                        | Александр Гейнрих 13′ | (отчёт) (узб.). Дата обращения: 27 марта 2014. Архивировано из оригинала 4 ноября 2013 года. |                   | Стадион: Сичуань Зрителей: 22000 Судья: Коффи Коджа |

| 26 июля 2004 Кубок Азии-2004. Группа С | Узбекистан            | 1 : 0                                                                                         | Туркменистан | Чунцин, Китай                                              |
|                                        | Мирджалол Касымов 58′ | (отчёт) (узб.). Дата обращения: 28 марта 2014. Архивировано из оригинала 11 ноября 2014 года. |              | Стадион: Олимпийский Зрителей: 34000 Судья: Мухаммад Кусса |

| 30 июля 2004 Кубок Азии-2004. 1/4 финал                                               | Узбекистан                                   | 2 : 2 (3 : 4 пен.)                                                                             | Бахрейн              | Чэнду, Китай                                         |
|                                                                                       | Александр Гейнрих 60′ · Владимир Шишелов 87′ | (отчёт) (узб.). Дата обращения: 28 марта 2014. Архивировано из оригинала 13 декабря 2014 года. | Аала Хубайл 71′, 76′ | Стадион: Сичуань Зрителей: 18000 Судья: Квон Ёнг Чул |
|                                                                                       | Пенальти                                     |                                                                                                |                      |                                                      |
| Андрей Фёдоров · Сервер Джепаров · Александр Гейнрих · Марат Бикмаев · Леонид Кошелев |                                              | Рашид Аль-Досари · Мухаммад Джума · Хусейн Али · Салех Фархан · Аала Хубайл                    |                      |                                                      |

| 8 сентября 2004 Отб.игры ЧМ-2006 1-й этап | Палестина | 0 : 3                                                                                        | Узбекистан                                                     | Доха, Катар                                            |
|                                           |           | (отчёт) (узб.). Дата обращения: 28 марта 2014. Архивировано из оригинала 4 ноября 2013 года. | Мирджалол Касымов 9′ · Сервер Джепаров 31′ · Марат Бикмаев 80′ | Стадион: Аль-Раййян Зрителей: 400 Судья: Шамсул Майдин |

| 13 октября 2004 Отб.игры ЧМ-2006 1-й этап | Ирак            | 1 : 2                                                                                        | Узбекистан                                | Амман, Иордания                                                 |
|                                           | Кусай Мунир 24′ | (отчёт) (узб.). Дата обращения: 28 марта 2014. Архивировано из оригинала 4 ноября 2013 года. | Максим Шацких 10′ · Александр Гейнрих 22′ | Стадион: им.Короля Абдулла Зрителей: 10000 Судья: Шамсул Майдин |

| 17 ноября 2004 Отб.игры ЧМ-2006 1-й этап | Узбекистан                                                                                             | 6 : 1                                                                                          | Китайский Тайбэй | Ташкент, Узбекистан                                   |
|                                          | Александр Гейнрих 5′ · Мирджалол Касымов 12′, 45′, 85′ · Максим Шацких 18′ (пен.) · Леонид Кошелев 34′ | (отчёт) (узб.). Дата обращения: 28 марта 2014. Архивировано из оригинала 13 декабря 2014 года. | Хванг Вей Йи 34′ | Стадион: Пахтакор Зрителей: 20000 Судья: Мухсин Басма |

## 2005
| 9 февраля 2005 Отб.игры ЧМ-2006 Финал.р. | Узбекистан         | 1 : 1                                                                                        | Саудовская Аравия   | Ташкент, Узбекистан                                    |
|                                          | Анвар Солиев 90+3′ | (отчёт) (узб.). Дата обращения: 28 марта 2014. Архивировано из оригинала 4 ноября 2013 года. | Сами Аль-Джабер 76′ | Стадион: Пахтакор Зрителей: 50000 Судья: Тору Камикава |

| 25 марта 2005 Отб.игры ЧМ-2006 Финал.р. | Кувейт                   | 2 : 1                                                                                        | Узбекистан            | Эль-Кувейт, Кувейт                               |
|                                         | Башар Абдельазиз 7′, 62′ | (отчёт) (узб.). Дата обращения: 29 марта 2014. Архивировано из оригинала 4 ноября 2013 года. | Александр Гейнрих 77′ | Стадион: Казма Зрителей: 12000 Судья: Сун Бао Жи |

| 30 марта 2005 Отб.игры ЧМ-2006 Финал.р. | Республика Корея                | 2 : 1                                                                                        | Узбекистан            | Сеул, Южная Корея                                    |
|                                         | Ли Ёнг Пё 55′ · Ли Донг Гук 62′ | (отчёт) (узб.). Дата обращения: 29 марта 2014. Архивировано из оригинала 4 ноября 2013 года. | Александр Гейнрих 79′ | Стадион: Сангам Зрителей: 62857 Судья: Талаат Наджим |

| 3 июня 2005 Отб.игры ЧМ-2006 Финал.р. | Узбекистан        | 1 : 1                                                                                         | Республика Корея | Ташкент, Узбекистан                                   |
|                                       | Максим Шацких 62′ | (отчёт) (узб.). Дата обращения: 29 марта 2014. Архивировано из оригинала 29 января 2016 года. | Парк Жу Юнг 90′  | Стадион: Пахтакор Зрителей: 45000 Судья: Моради Масуд |

| 8 июня 2005 Отб.игры ЧМ-2006 Финал.р. | Саудовская Аравия                            | 3 : 0                                                                                         | Узбекистан | Эр-Рияд, Саудовская Аравия                                    |
|                                       | Сами Аль-Джабер 9′, 60′ · Саад Аль-Харси 87′ | (отчёт) (узб.). Дата обращения: 29 марта 2014. Архивировано из оригинала 29 января 2016 года. |            | Стадион: им.Короля Фахд II Зрителей: 72000 Судья: Хуанг Жунжи |

| 17 августа 2005 Отб.игры ЧМ-2006 Финал.р. | Узбекистан                                                        | 3 : 2                                                                                        | Кувейт                                    | Ташкент, Узбекистан                                      |
|                                           | Сервер Джепаров 41′ (пен.) · Максим Шацких 62′ · Анвар Солиев 76′ | (отчёт) (узб.). Дата обращения: 29 марта 2014. Архивировано из оригинала 4 ноября 2013 года. | Бадр Аль-Мутва 16′ · Башар Абдельазиз 31′ | Стадион: Пахтакор Зрителей: 40000 Судья: Субхиддин Салех |

| 3 сентября 2005 Отб.игры ЧМ-2006 Результат отменён | Узбекистан                                  | 1 : 0   | Бахрейн | Ташкент, Узбекистан                                     |
|                                                    | Мирджалол Касымов 12′ · Сервер Джепаров 39' | (отчёт) |         | Стадион: Пахтакор Зрителей: 55000 Судья: Тосимицу Ёсида |

| 8 октября 2005 Отб.игры ЧМ-2006 Плей-офф | Узбекистан        | 1 : 1                                                                                        | Бахрейн        | Ташкент, Узбекистан                                      |
|                                          | Максим Шацких 19′ | (отчёт) (узб.). Дата обращения: 29 марта 2014. Архивировано из оригинала 4 ноября 2013 года. | Талал Юсуф 17′ | Стадион: Пахтакор Зрителей: 55000 Судья: Массимо Бузакка |

| 12 октября 2005 Отб.игры ЧМ-2006 Плей-офф | Бахрейн | 0 : 0                                                                                        | Узбекистан | Манама, Бахрейн                                       |
|                                           |         | (отчёт) (узб.). Дата обращения: 29 марта 2014. Архивировано из оригинала 4 ноября 2013 года. |            | Стадион: Националный Зрителей: 22000 Судья: Грэм Полл |

## 2006
| 22 февраля 2006 Отб.игры Кубка Азии 2007 | Узбекистан                                                                      | 5 : 0                                                                                       | Бангладеш | Ташкент, Узбекистан                                         |
|                                          | Александр Гейнрих 9′, 51′ · Сервер Джепаров 24′ (пен.) · Максим Шацких 35′, 83′ | (отчёт) (узб.). Дата обращения: 29 марта 2014. Архивировано из оригинала 4 марта 2016 года. |           | Стадион: Пахтакор Зрителей: 17000 Судья: Абдулхамид Ибрахим |

| 1 марта 2006 Отб.игры Кубка Азии 2007 | Катар                                                        | 2 : 1                                                                                        | Узбекистан | Доха, Катар                                       |
|                                       | Билал Раджаб 20′ (авт.) · Адель Лами 45+2′ · Салех Насер 48′ | (отчёт) (узб.). Дата обращения: 29 марта 2014. Архивировано из оригинала 4 ноября 2013 года. |            | Стадион: Ас-Садд Зрителей: 7000 Судья: Сун Бао Жи |

| 16 августа 2006 Отб.игры Кубка Азии 2007 | Узбекистан                           | 2 : 2                                                                                            | Гонконг                | Ташкент, Узбекистан                                  |
|                                          | Анвар Солиев 18′ · Максим Шацких 35′ | (отчёт) (узб.). Дата обращения: 12 декабря 2014. Архивировано из оригинала 13 декабря 2014 года. | Шам Куок Кюнг 66′, 87′ | Стадион: Пахтакор Зрителей: 7000 Судья: Касем Шаабан |

| 6 сентября 2006 Отб.игры Кубка Азии 2007 | Гонконг | 0 : 0                                                                                        | Узбекистан | Гонконг                                        |
|                                          |         | (отчёт) (узб.). Дата обращения: 1 апреля 2014. Архивировано из оригинала 4 ноября 2013 года. |            | Стадион: Гонконг Зрителей: 7608 Судья: Ли Гиён |

| 11 октября 2006 Отб.игры Кубка Азии 2007 | Бангладеш | 0 : 4                                                                                       | Узбекистан                                                                                 | Читтагонг, Бангладеш                            |
|                                          |           | (отчёт) (узб.). Дата обращения: 1 апреля 2014. Архивировано из оригинала 4 марта 2016 года. | Ильяс Зейтуллаев 11′ · Улугбек Бакаев 18′ · Сервер Джепаров 22′ · Максим Шацких 39′ (пен.) | Стадион: Армейский Зрителей: 120 Судья: Тан Хаи |

| 15 ноября 2006 Отб.игры Кубка Азии 2007 | Узбекистан                                | 2 : 0                                                                                        | Катар | Ташкент, Узбекистан                                        |
|                                         | Леонид Кошелев 31′ · Ильяс Зейтуллаев 53′ | (отчёт) (узб.). Дата обращения: 2 апреля 2014. Архивировано из оригинала 4 ноября 2013 года. |       | Стадион: Пахтакор Зрителей: 20000 Судья: Мухаммад Ас-Саиди |

## 2007
| 7 февраля 2007 Товарищеская игра | Узбекистан | 0 : 0                                                                                            | Азербайджан | Карши, Узбекистан                                    |
|                                  |            | (отчёт) (узб.). Дата обращения: 20 декабря 2014. Архивировано из оригинала 20 декабря 2014 года. |             | Стадион: Насаф Зрителей: 10000 Судья: Равшан Ирматов |

| 7 марта 2007 Кубок Алма-ТВ | Азербайджан | 1 : 0                                                                                       | Узбекистан | Шымкент, Казахстан                                        |
|                            | Субашич 55′ | (отчёт) (узб.). Дата обращения: 2 апреля 2014. Архивировано из оригинала 4 марта 2016 года. |            | Стадион: им.Х.Мунайтпасова Зрителей: 1500 Судья: Холматов |

| 9 марта 2007 Кубок Алма-ТВ | Кыргызстан | 0 : 6                                                                                           | Узбекистан                                                                                        | Шымкент, Казахстан                                           |
|                            |            | (отчёт) (узб.). Дата обращения: 20 декабря 2014. Архивировано из оригинала 29 января 2016 года. | Анвар Солиев 2′ · Улугбек Бакаев 5′ (пен.), 42′, 89′ · Яннис Мандзукас 63′ · Владимир Шишелов 81′ | Стадион: им.Х.Мунайтпасова Зрителей: 150 Судья: Игорь Кистер |

| 11 марта 2007 Кубок Алма-ТВ | Казахстан               | 1 : 1                                                                                           | Узбекистан            | Алматы, Казахстан                                            |
|                             | Мурат Суюмагамбетов 16′ | (отчёт) (узб.). Дата обращения: 20 декабря 2014. Архивировано из оригинала 29 января 2016 года. | Александр Гейнрих 35′ | Стадион: Центральный Зрителей: 11000 Судья: Дмитрий Машенцев |

| 24 марта 2007 Товарищеская игра | Китайский Тайбэй | 0 : 1                                                                                         | Узбекистан         | Тайбэй, Тайвань                 |
|                                 |                  | (отчёт) (узб.). Дата обращения: 20 декабря 2014. Архивировано из оригинала 4 марта 2016 года. | Хикмат Хашимов 52′ | Стадион: Чунгшан Зрителей: 3000 |

| 27 марта 2007 Товарищеская игра | Китай            | 3 : 1                                                                                            | Узбекистан                                     | Макао, Китай         |
|                                 | Хан Пенг 5′, 41′ | (отчёт) (узб.). Дата обращения: 20 декабря 2014. Архивировано из оригинала 20 декабря 2014 года. | Батыр Караев 66′ (авт.) · Владимир Шишелов 82′ | Стадион: Олимпийский |

| 2 июля 2007 Товарищеская игра | Ирак | 0 : 2                                                                                            | Узбекистан                             | Сеул, Южная Корея            |
|                               |      | (отчёт) (узб.). Дата обращения: 20 декабря 2014. Архивировано из оригинала 20 декабря 2014 года. | Азиз Ибрагимов 3′ · Улугбек Бакаев 73′ | Стадион: Пачжу Зрителей: 100 |

| 5 июля 2007 Товарищеская игра | Республика Корея    | 2 : 1                                                                                           | Узбекистан                 | Сеул, Южная Корея                                     |
|                               | Чо Чже Чжин 5′, 19′ | (отчёт) (узб.). Дата обращения: 20 декабря 2014. Архивировано из оригинала 29 января 2016 года. | Сервер Джепаров 60′ (пен.) | Стадион: Сангам Зрителей: 21019 Судья: Праюн Виирапул |

| 11 июля 2007 Кубок Азии Группа С | Иран                                                             | 2 : 1                                                                                            | Узбекистан | Куала-Лумпур, Малайзия                                 |
|                                  | Рахман Резаи 16′ (авт.) · Саид Хусейни 55′ · Джавад Каземиян 78′ | (отчёт) (узб.). Дата обращения: 21 декабря 2014. Архивировано из оригинала 21 декабря 2014 года. |            | Стадион: Букит Джалил Зрителей: 1863 Судья: Саад Фадли |

| 14 июля 2007 Кубок Азии Группа С | Малайзия | 0 : 5                                                                                            | Узбекистан                                                                                    | Куала-Лумпур, Малайзия                                      |
|                                  |          | (отчёт) (узб.). Дата обращения: 21 декабря 2014. Архивировано из оригинала 21 декабря 2014 года. | Максим Шацких 10′, 89′ · Тимур Кападзе 30′ · Улугбек Бакаев 45+2′ (пен.) · Азиз Ибрагимов 85′ | Стадион: Букит Джалил Зрителей: 7137 Судья: Абдурахман Абду |

| 18 июля 2007 Кубок Азии Группа С | Китай | 0 : 3                                                                                            | Узбекистан                                                      | Куала-Лумпур, Малайзия                             |
|                                  |       | (отчёт) (узб.). Дата обращения: 21 декабря 2014. Архивировано из оригинала 21 декабря 2014 года. | Максим Шацких 72′ · Тимур Кападзе 86′ · Александр Гейнрих 90+8′ | Стадион: Шах Алам Зрителей: 2200 Судья: Саад Фадли |

| 22 июля 2007 Кубок Азии 1/4 финала | Саудовская Аравия                | 2 : 1                                                                                           | Узбекистан        | Джакарта, Индонезия                                     |
|                                    | Ясир Кахтани 3′ · Ахмед Муса 75′ | (отчёт) (узб.). Дата обращения: 21 декабря 2014. Архивировано из оригинала 29 января 2016 года. | Павел Соломин 82′ | Стадион: Бунг Карно Зрителей: 12000 Судья: Квон Ёнг Чул |

| 22 августа 2007 Товарищеская игра | Украина                                   | 2 : 1                                                                                           | Узбекистан              | Киев, Украина                                                     |
|                                   | Александр Гладкий 30′ · Руслан Ротань 65′ | (отчёт) (узб.). Дата обращения: 21 декабря 2014. Архивировано из оригинала 11 ноября 2014 года. | Александр Гейнрих 90+2′ | Стадион: им.В.Лобановского Зрителей: 35000 Судья: Вячеслав Банари |

| 13 октября 2007 Отб.игры ЧМ-2010 | Узбекистан | 9 : 0                                                                                         | Китайский Тайбэй | Ташкент, Узбекистан                              |
|                                  | Максим Шацких 4′, 16′, 34′, 57′, 76′ · Тимур Кападзе 24′ · Виктор Карпенко 40′ · Улугбек Бакаев 54′ · Шавкат Саломов 68′ | (отчёт) (узб.). Дата обращения: 21 декабря 2014. Архивировано из оригинала 4 марта 2016 года. |                  | Стадион: МХСК Зрителей: 10000 Судья: Али Бадвави |

| 28 октября 2007 Отб.игры ЧМ-2010 | Китайский Тайбэй | 0 : 2                                                                                            | Узбекистан                           | Тайбэй, Тайвань                                          |
|                                  |                  | (отчёт) (узб.). Дата обращения: 21 декабря 2014. Архивировано из оригинала 21 декабря 2014 года. | Ислам Инамов 79′ · Ильхом Суюнов 89′ | Стадион: Чунгшан Зрителей: 500 Судья: Шамсуззаман Таййиб |

| 21 ноября 2007 Товарищеская игра | Узбекистан | 0 : 0                                                                                         | Эстония | Ташкент, Узбекистан                                |
|                                  |            | (отчёт) (узб.). Дата обращения: 21 декабря 2014. Архивировано из оригинала 4 марта 2016 года. |         | Стадион: МХСК Зрителей: 3000 Судья: Равшан Ирматов |

| 22 декабря 2007 Кубок Короля Таиланда | Таиланд                                               | 3 : 2                                                                                            | Узбекистан              | Бангкок, Таиланд                     |
|                                       | Сарают Чайкамди 9′ (пен.), 40′ · Натапорн Пханрит 90′ | (отчёт) (узб.). Дата обращения: 21 декабря 2014. Архивировано из оригинала 21 декабря 2014 года. | Фарход Таджиев 44′, 60′ | Стадион: Раджамангала Зрителей: 3000 |

| 24 декабря 2007 Кубок Короля Таиланда | КНДР                            | 2 : 2                                                                                           | Узбекистан                           | Бангкок, Таиланд      |
|                                       | Ан Чол Хёк 41′ · Ким Кум Ил 90′ | (отчёт) (узб.). Дата обращения: 21 декабря 2014. Архивировано из оригинала 29 января 2016 года. | Павел Соломин 53′ · Тимур Яфаров 65′ | Стадион: Раджамангала |

## 2008
| 6 февраля 2008 Отб.игры ЧМ-2010 | Ливан | 0 : 1                                                                                            | Узбекистан       | Бейрут, Ливан                                            |
|                                 |       | (отчёт) (узб.). Дата обращения: 22 декабря 2014. Архивировано из оригинала 22 декабря 2014 года. | Одил Ахмедов 44′ | Стадион: Спортс Сити Зрителей: 800 Судья: Абдулла Хилали |

| 22 марта 2008 Товарищеская игра | Узбекистан                                                                                | 4 : 1                                                                                           | Иордания          | Ташкент, Узбекистан                                |
|                                 | Сервер Джепаров 4′ · Ислам Инамов 36′ · Фарход Таджиев 49′ (пен.) · Зайнитдин Таджиев 62′ | (отчёт) (узб.). Дата обращения: 22 декабря 2014. Архивировано из оригинала 29 января 2016 года. | Аала Мухаммад 11′ | Стадион: МХСК Зрителей: 5000 Судья: Равшан Ирматов |

| 26 марта 2008 Отб.игры ЧМ-2010 | Узбекистан                                                           | 3 : 0                                                                                           | Саудовская Аравия | Ташкент, Узбекистан                                  |
|                                | Тимур Кападзе 45+1′ · Максим Шацких 66′ · Сервер Джепаров 68′ (пен.) | (отчёт) (узб.). Дата обращения: 22 декабря 2014. Архивировано из оригинала 29 января 2016 года. |                   | Стадион: МХСК Зрителей: 16000 Судья: Субхиддин Салех |

| 2 июня 2008 Отб.игры ЧМ-2010 | Сингапур                                                                 | 3 : 7                                                                                           | Узбекистан | Сингапур                                                 |
|                              | Александр Дурич 16′ · Фахруддин Мустафич 31′ (пен.) · Джон Уилкинсон 73′ | (отчёт) (узб.). Дата обращения: 22 декабря 2014. Архивировано из оригинала 29 января 2016 года. | Тимур Кападзе 10′ · Виктор Карпенко 21′ · Сервер Джепаров 34′, 44′ · Виталий Денисов 42′ · Азиз Ибрагимов 62′ · Максим Шацких 88′ | Стадион: Национальный Зрителей: 28750 Судья: Али Бадвави |

| 7 июня 2008 Отб.игры ЧМ-2010 | Узбекистан            | 3 : 0                                                                                           | Сингапур | Ташкент, Узбекистан                                |
|                              | Александр Гейнрих 80′ | (отчёт) (узб.). Дата обращения: 22 декабря 2014. Архивировано из оригинала 29 января 2016 года. |          | Стадион: МХСК Зрителей: 12867 Судья: Ким Донг Джин |

| 14 июня 2008 Отб.игры ЧМ-2010 | Узбекистан                                    | 3 : 0                                                                                            | Ливан | Ташкент, Узбекистан                            |
|                               | Одил Ахмедов 51′, 62′ · Сервер Джепаров 90+4′ | (отчёт) (узб.). Дата обращения: 23 декабря 2014. Архивировано из оригинала 23 декабря 2014 года. |       | Стадион: МХСК Зрителей: 7000 Судья: Мэтью Бриз |

| 22 июня 2008 Отб.игры ЧМ-2010 | Саудовская Аравия                                           | 4 : 0                                                                                           | Узбекистан | Эр-Рияд, Саудовская Аравия                                       |
|                               | Ибрахим Аутиф 44′ · Малик Хавсави 37′, 87′ · Саад Харси 56′ | (отчёт) (узб.). Дата обращения: 23 декабря 2014. Архивировано из оригинала 29 января 2016 года. |            | Стадион: им.Короля Фахда II Зрителей: 50000 Судья: Юити Нисимура |

| 20 августа 2008 Товарищеская игра | Оман                              | 2 : 0                                                                                           | Узбекистан | Маскат, Оман                              |
|                                   | Фаузи Башир 25′ · Эмад Хавсан 85′ | (отчёт) (узб.). Дата обращения: 23 декабря 2014. Архивировано из оригинала 29 января 2016 года. |            | Стадион: им.Султана Кабуса Зрителей: 7000 |

| 29 августа 2008 Товарищеская игра | Узбекистан | 0 : 0                                                                                           | КНДР | Ташкент, Узбекистан                               |
|                                   |            | (отчёт) (узб.). Дата обращения: 23 декабря 2014. Архивировано из оригинала 29 января 2016 года. |      | Стадион: МХСК Зрителей: 3500 Судья: Рустам Саидов |

| 6 сентября 2008 Отб.игры ЧМ-2010 | Катар                                                  | 3 : 0                                                                                            | Узбекистан | Доха, Катар                                              |
|                                  | Сиддик Маджди 37′ · Маджид Хасан 72′ · Талал Блуши 89′ | (отчёт) (узб.). Дата обращения: 23 декабря 2014. Архивировано из оригинала 23 декабря 2014 года. |            | Стадион: Аль-Араби Зрителей: 8000 Судья: Субхиддин Салех |

| 10 сентября 2008 Отб.игры ЧМ-2010 | Узбекистан | 0 : 1                                                                                            | Австралия             | Ташкент, Узбекистан                                 |
|                                   |            | (отчёт) (узб.). Дата обращения: 23 декабря 2014. Архивировано из оригинала 23 декабря 2014 года. | Скотт Чипперфильд 26′ | Стадион: Пахтакор Зрителей: 34000 Судья: Саад Фадли |

| 15 октября 2008 Отб.игры ЧМ-2010 | Япония            | 1 : 1                                                                                            | Узбекистан        | Сайтама, Япония                                     |
|                                  | Кеиджи Тамада 40′ | (отчёт) (узб.). Дата обращения: 23 декабря 2014. Архивировано из оригинала 23 декабря 2014 года. | Максим Шацких 27′ | Стадион: Сайтама Зрителей: 55142 Судья: Али Бадвави |

## 2009
| 28 января 2009 Отб.игры Кубка Азии 2011 | ОАЭ | 0 : 1                                                                                           | Узбекистан         | Шарджа, ОАЭ                                          |
|                                         |     | (отчёт) (узб.). Дата обращения: 23 декабря 2014. Архивировано из оригинала 29 января 2016 года. | Фарход Таджиев 30′ | Стадион: Шарджа Зрителей: 15000 Судья: Юити Нисимура |

| 1 февраля 2009 Товарищеская игра | Азербайджан           | 1 : 1                                                                                         | Узбекистан         | Дубай, ОАЭ                         |
|                                  | Фабио Луиш 63′ (пен.) | (отчёт) (узб.). Дата обращения: 23 декабря 2014. Архивировано из оригинала 4 марта 2016 года. | Ильяс Курбанов 80′ | Стадион: Аль-Васл Судья: Али Хамид |

| 11 февраля 2009 Отб.игры ЧМ-2010 | Узбекистан | 0 : 1                                                                                            | Бахрейн                 | Ташкент, Узбекистан                                      |
|                                  |            | (отчёт) (узб.). Дата обращения: 24 декабря 2014. Архивировано из оригинала 24 декабря 2014 года. | Махмуд Абдурахман 90+4′ | Стадион: Пахтакор Зрителей: 30000 Судья: Субхиддин Салех |

| 28 марта 2009 Отб.игры ЧМ-2010 | Узбекистан                                        | 4 : 0                                                                                            | Катар | Ташкент, Узбекистан                                   |
|                                | Фарход Таджиев 34′, 45+2′, 53′ · Анвар Солиев 62′ | (отчёт) (узб.). Дата обращения: 24 декабря 2014. Архивировано из оригинала 24 декабря 2014 года. |       | Стадион: Пахтакор Зрителей: 18000 Судья: Масуд Моради |

| 1 апреля 2009 Отб.игры ЧМ-2010 | Австралия                                    | 2 : 0                                                                                           | Узбекистан | Сидней, Австралия                                     |
|                                | Джошуа Кеннеди 66′ · Гарри Кьюэлл 73′ (пен.) | (отчёт) (узб.). Дата обращения: 24 декабря 2014. Архивировано из оригинала 11 ноября 2014 года. |            | Стадион: Австралия Зрителей: 57292 Судья: Али Бадвави |

| 1 июня 2009 Товарищеская игра | Узбекистан | 0 : 0                                                                                            | Босния и Герцеговина | Ташкент, Узбекистан                                         |
|                               |            | (отчёт) (узб.). Дата обращения: 24 декабря 2014. Архивировано из оригинала 24 декабря 2014 года. |                      | Стадион: Пахтакор Зрителей: 11635 Судья: Валентин Коваленко |

| 6 июня 2009 Отб.игры ЧМ-2010 | Узбекистан | 0 : 1                                                                                            | Япония           | Ташкент, Узбекистан                                   |
|                              |            | (отчёт) (узб.). Дата обращения: 24 декабря 2014. Архивировано из оригинала 24 декабря 2014 года. | Шинжи Оказаки 9′ | Стадион: Пахтакор Зрителей: 34000 Судья: Мухсен Басма |

| 17 июня 2009 Отб.игры ЧМ-2010 | Бахрейн               | 1 : 0                                                                                            | Узбекистан | Манама, Бахрейн                                           |
|                               | Махмуд Абдурахман 74′ | (отчёт) (узб.). Дата обращения: 24 декабря 2014. Архивировано из оригинала 24 декабря 2014 года. |            | Стадион: Национальный Зрителей: 14100 Судья: Масуд Моради |

| 5 сентября 2009 Товарищеская игра | Узбекистан | 0 : 0                                                                                           | Иран | Ташкент, Узбекистан                                        |
|                                   |            | (отчёт) (узб.). Дата обращения: 24 декабря 2014. Архивировано из оригинала 29 января 2016 года. |      | Стадион: Пахтакор Зрителей: 7000 Судья: Валентин Коваленко |

| 14 ноября 2009 Отб.игры Кубка Азии 2011 | Узбекистан                                       | 3 : 1                                                                                            | Малайзия            | Ташкент, Узбекистан                              |
|                                         | Сервер Джепаров 46′ · Александр Гейнрих 57′, 65′ | (отчёт) (узб.). Дата обращения: 24 декабря 2014. Архивировано из оригинала 24 декабря 2014 года. | Мухаммад Закуан 67′ | Стадион: Джар Зрителей: 5000 Судья: Масуд Моради |

| 18 ноября 2009 Отб.игры Кубка Азии 2011 | Малайзия           | 1 : 3                                                                                           | Узбекистан                                                  | Куала-Лумпур, Малайзия                              |
|                                         | Бадрол Бахтияр 70′ | (отчёт) (узб.). Дата обращения: 24 декабря 2014. Архивировано из оригинала 29 января 2016 года. | Анвар Гафуров 32′ · Баходир Насимов 58′ · Тимур Кападзе 73′ | Стадион: Букит Джалил Зрителей: 2000 Судья: Тан Хаи |